# Hornblower på Atropos
Hornblower på Atropos (Hornblower and the Atropos, 1953) är C.S. Foresters åttonde roman om sjöofficeren Horatio Hornblower. Boken har också utgivits med titeln Kaptenen på Atropos.

## Handling
Kommendörkapten Horatio Hornblower sänds till Englands medelhavsflotta med korvetten Atropos. Det är den minsta skeppstypen som förtjänar en kommendörkapten som chef och att vara ansluten till Englands medelhavsflotta. Amiralen i flottan sänder Hornblower till Turkiet där han ska bärga en skatt från ett sjunket skepp.
Hornblower blir lurad och instängd i viken där Atropos ligger för ankar. Han bärgar nästan hela skatten och tar sig ut under dramatiska omständigheter. Sedan får han uppdrag att spionera på Spanien. Han möter en stor fregatt och Atropos blir svårt skadat. När han kommer iland får han det sorgliga beskedet att han måste lämna Atropos.